# Geographia (Ptolemaeus)

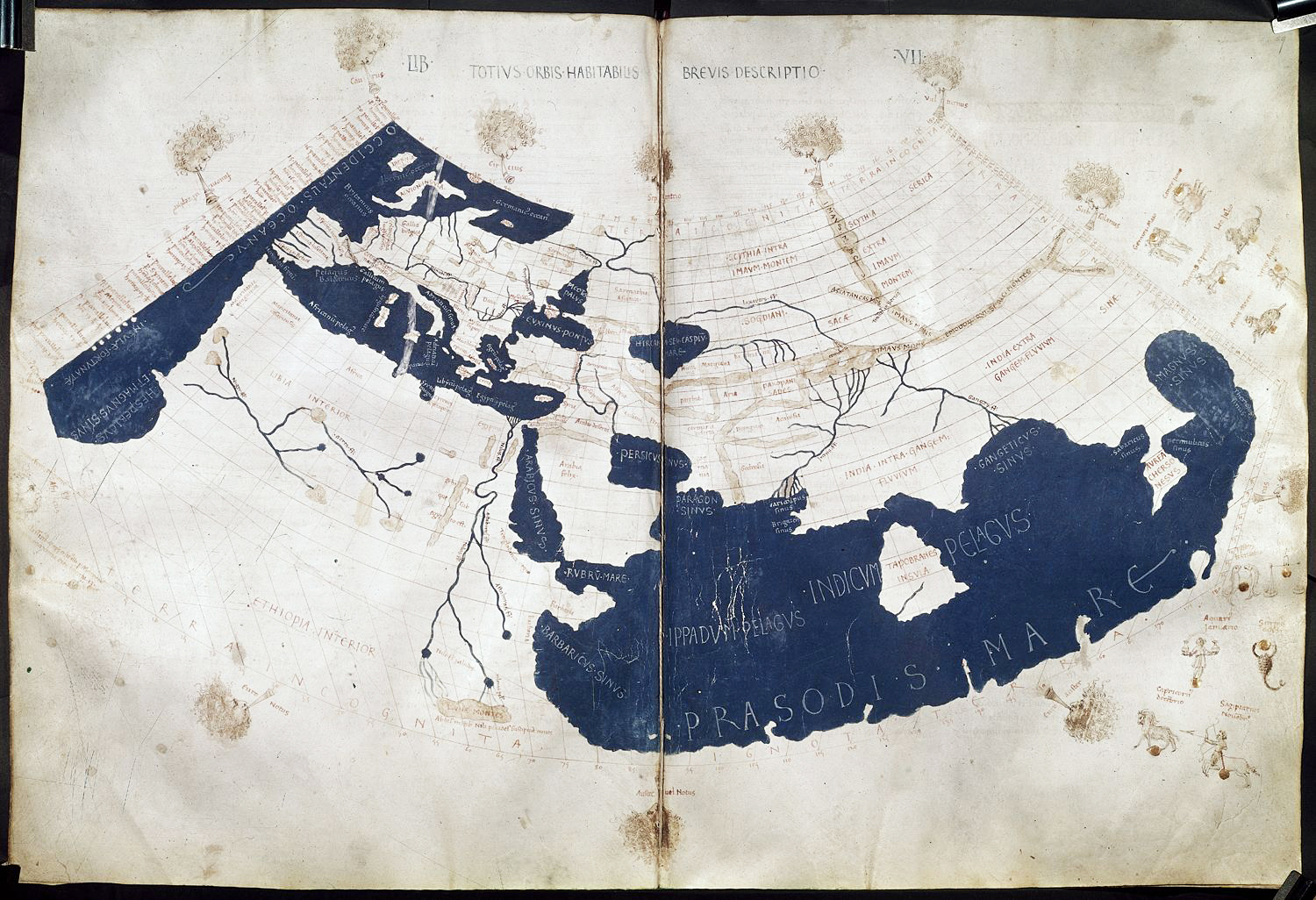
Wereldkaart naar Ptolemaeus.

De Geographia is een atlas en verhandeling over aardrijkskunde die rond 150 n.Chr. gemaakt werd door de astronoom en geograaf Claudius Ptolemaeus. De eigenlijke Griekse naam is Geographike Huphegesis (Γεωγραφικὴ Ὑφήγησις), 'inleiding tot de geografie', en werd in de humanistische traditie ook Cosmographia genoemd. Het werk bestaat uit acht boeken, waarin de geleerde theoretische kwesties kritisch behandelt, lange coördinatenlijsten geeft van plaatsen, en het geografische vakgebied definieert.

## Basis
Reeds voor Ptolemaeus hadden Griekse geleerden zich beziggehouden met geografie. Dekiarchos (eind vierde eeuw v.Chr.) en Eratosthenes (derde eeuw v.Chr.) waren verdienstelijk door de invoering van het gradennet. Hipparchos (tweede eeuw v.Chr.) stelde dat de positie op aarde berekend moest worden met astronomische methoden. Later, begin tweede eeuw n.Chr., zou Marinus van Tyrus een aardrijkskundig werk schrijven. Die bronnen en gedachten waren nu een belangrijke basis voor Ptolemaeus' geografisch onderzoek.
Dat Ptolemaeus aan een dergelijk groot project kon beginnen, wordt verklaard door de tijd en plaats. Hij werkte in Alexandrië, dat in de klassieke oudheid een centrum van wetenschappelijke kennis was, en dat in de tweede eeuw, een tijd van vrede, welvaart en veel interregionaal verkeer. Met de expansie van het Romeinse Rijk groeide ook de kennis van de binnenlanden. Ptolemaeus maakte daarbij vooral dankbaar gebruik van inlichtingen van handelslieden uit Azië, bijvoorbeeld over de zijderoute. Desalniettemin zouden fouten onvermijdelijk blijken, niet omdat Ptolemaeus moeite had met astronomische waarnemingen en berekeningen, maar omdat informatie van ver kwam, soms onbetrouwbaar was en niet altijd geverifieerd kon worden.

## Inhoud

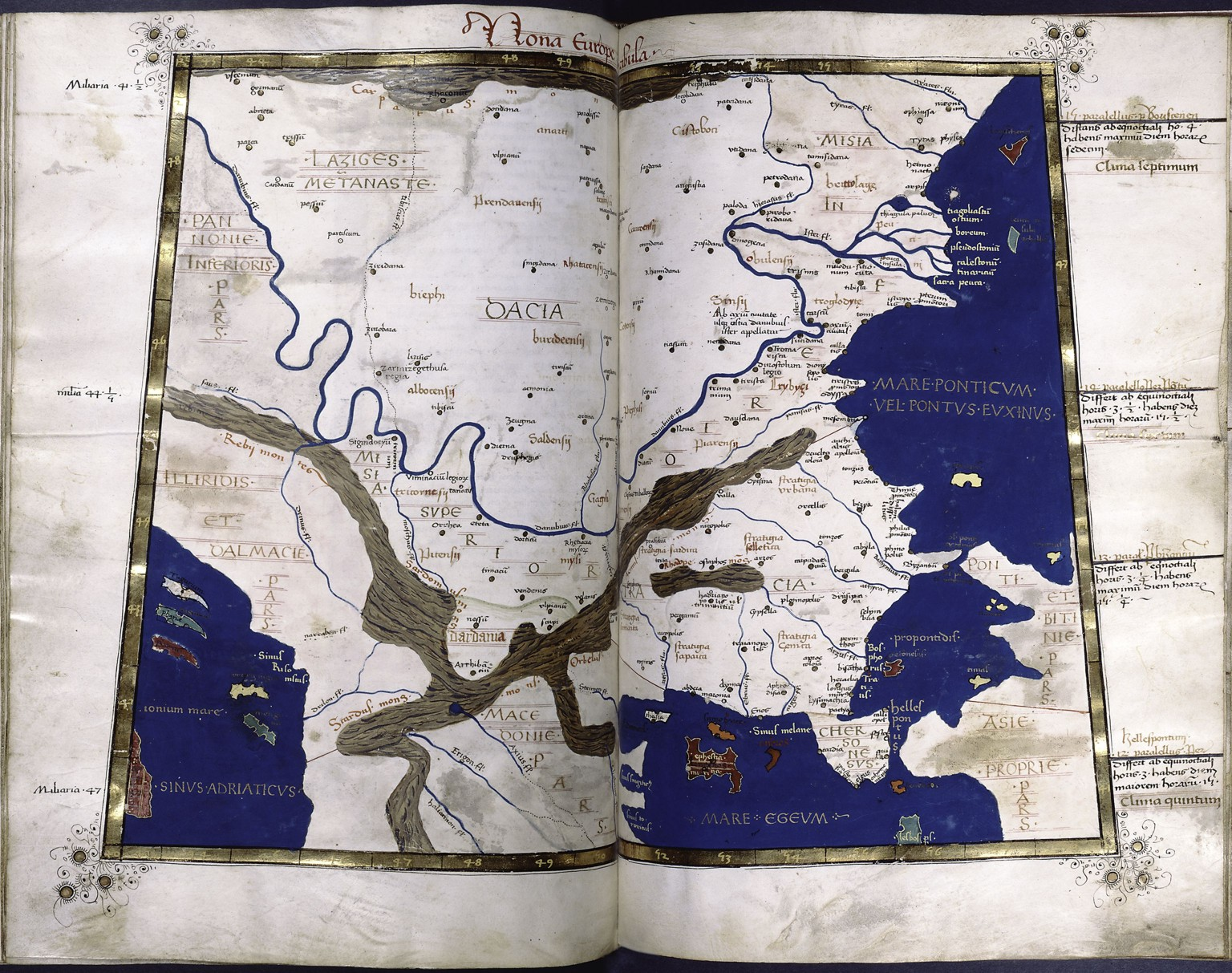
Kaart uit de Geografia: Dacia en de Donau, met Griekenland onderaan.

### Definiëring
Ptolemaeus maakt duidelijk dat wat hem betreft de geografie een taak is voor astronomen en cartografen. De geografie diende de gehele bekende wereld te beschouwen en er de natuur en positie van te tonen, dit in tegenstelling tot de chorografie, die zich richtte op regionale kaarten met bijzonderheden. Een gedegen beschrijving is volgens Ptolemaeus enkel mogelijk als ruim voldoende en betrouwbare gegevens beschikbaar zijn, en daar is afstandmeting voor nodig met behulp van een astrolabium en gnomon.

### Coördinaten
Als een van de weinige klassieke schrijvers vermeldt Ptolemeus geografische coördinaten van de plaatsen die hij noemt, al geven die, als ze op een globe worden geprojecteerd, een sterk vertekende weergave. De precieze betekenis van de coördinaten is dan ook lang duister gebleven. Ptolemeus vertrouwde bij zijn beschrijving op de kennis van zijn tijd en Romeinse landmeetkunde. De nulmeridiaan die Ptolemeus gebruikt ligt niet bij een bekende stad, maar bij de Insulae Fortunatae, de Canarische eilanden, waarvan de exacte locatie in Ptolemeus' tijd relatief slecht bekend was. Bovendien ging hij uit van een verkeerde schatting van de omtrek van de Aarde, in plaats van 700 stadia per graad, zoals Eratosthenes, ging Ptolemeus uit van 500 stadia per graad.

## Invloed
Hoewel Ptolemaeus onderlegd was in geografie, astronomie en cartografie, bleef zijn invloed op de verdere ontwikkeling van de geografie en de cartografie miniem. De Romeinse geografie baseerde zich met name op Varro. Het is wel geopperd dat het werk nog in de zesde eeuw als nuttig beschouwd werd voor monniken, vanwege een verwijzing naar een zekere Cosmografia in de Institutiones van Cassiodorus. Niettemin zou de Geografie voor het westen verloren gaan gedurende de vroege middeleeuwen. In het oosten was dat anders. Na het verval van de klassieke oudheid werd de Geographia verder bestudeerd in de islamitische landen. In de Abbasidische tijd verschenen veel vertalingen, waarin tevens eigentijdse gegevens werden opgenomen. Het enige bewaarde exemplaar uit die periode is van Mohammed ibn Musa al-Khuarizmi (gestorven in 847).
In 1409 verscheen een Latijnse vertaling in het westen, de Geographia Claudii Ptolemaei van Jacobus Angelus (Jacopo d’Angelo) die zich voor zijn werk baseerde op een eerdere onvoltooide vertaling van Manuel Chrysoloras. Die gaf een geweldige impuls aan de geografische studies in Europa. Vanaf 1475 werden de boeken gedrukt in Italië. Later zijn de kaarten vernieuwd door andere mensen.

## Handschriften

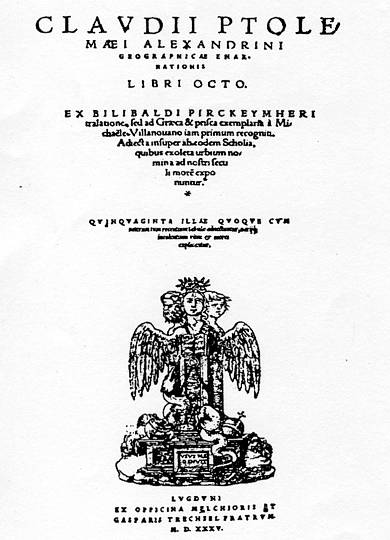
Een editie van de Geographia uit 1535.

Alle handschriften van de Geographia zijn middeleeuws en niet klassiek. De oudste Griekse handschriften zijn twaalfde- en dertiende-eeuws. Daarmee is het niet zeker of de kaarten van de atlas getrouwe kopieën zijn van Ptolemaeus' kaarten, áls hij ze al heeft gemaakt. Aangezien boeken II tot en met VII coördinatenlijsten bevatten, is het mogelijk dat op basis daarvan de kaarten later vervaardigd zijn.
Afgaande op het plaatwerk van de bewaarde handschriften zijn twee redacties te onderscheiden: groep A heeft 27 kaarten, en groep B heeft 64. Het is redactie A die als basis voor later renaissance-versies is geworden. Redactie A bevat tien kaarten van Europa, vier van Afrika en twaalf van Azië.